# Farzad Kamangar
Farzad Kamangar (Kamyaran, 1975 – Prigione di Evin, 9 maggio 2010) è stato un docente, giornalista e attivista iraniano, ucciso dalle autorità iraniane per "inimicizia verso Dio".

## Biografia
Membro del comitato editoriale di "Ruyan", un mensile culturale-educativo poi chiuso dal governo, viene arrestato nel luglio 2006.
In una lettera del 23 novembre 2007, Farzad Kamangar ha reso conto del suo arresto e della sua detenzione a Teheran: 
"[...] Nel luglio 2006, sono venuto a Teheran per seguire le cure mediche di mio fratello. Mio fratello è un attivista politico curdo. Sono stato arrestato e immediatamente trasferito in un luogo sconosciuto. Era un seminterrato buio e stretto senza ventilatori; le celle erano completamente vuote, senza letti, senza tappeti, senza coperte, niente. Il posto era estremamente buio. Poi mi hanno portato in un'altra stanza. Mentre scrivevano le mie informazioni, chiedevano della mia etnia, e quando dicevo che ero curdo, mi riempivano di frustate. Mi hanno anche sottoposto a offese e percosse a causa delle mie credenze religiose sunnite. [...] mi spogliavano e mi molestavano con un bastone, minacciandomi di violentarmi sessualmente".
Dopo essere stato trasferito nella prigione di Evin, Kamangar ha continuato ad essere sottoposto a intensi interrogatori e torture. Di conseguenza, ha dato inizio a uno sciopero della fame di 33 giorni per protestare contro il comportamento dei funzionari della prigione. Inoltre, in segno di protesta per la pressione esercitata sui suoi familiari, in un'occasione ha tentato il suicidio. Alla fine di dicembre 2006, Kamangar è stato trasferito al centro di detenzione del dipartimento di intelligence di Kermanshah, dove è stato nuovamente sottoposto a torture estreme. Ha fornito dettagli sulla tortura in una lettera, datata 23 novembre 2007, dal titolo: "Torturare un prigioniero è torturare l'umanità."
Il 18 marzo 2007, Kamangar è stato nuovamente riportato nel carcere di Evin, a Teheran. Interrogato a Evin fino al settembre 2007, viene nuovamente trasferito nella prigione di Sanandaj, dove subisce altre torture. Kamangar approfondisce al riguardo: "Il famigerato termine 'pollo kebab' viene usato dal direttore di Sanandaj per descrivere una delle sue tecniche di tortura, che ha somministrato nella maggior parte delle sere quando era in servizio. Si trattava di legare il prigioniero, con le braccia e le gambe legate saldamente, per poi frustarlo [...]"
Dopo due mesi di isolamento a Sanandaj, Kamangar viene riportato a Teheran, dove viene messo in isolamento nella prigione di Evin. Poi si sposta nella prigione di Raja'i Shahr, il 18 novembre.
I casi di Kamangar e di altri due imputati sono stati esaminati dal Tribunale della Rivoluzione di Teheran, il 30 gennaio 2008. Secondo le organizzazioni per i diritti umani in Iran, il processo e la condanna di Kamangar e degli altri due imputati, sono durati sette minuti.
Tutti e 3 giustiziati nello stesso momento, erano accusati di "moharebeh" [guerra/inimicizia verso Dio], possesso e contrabbando di armi e munizioni" e legami col Partito dei Lavoratori del Kurdistan.
Del caso si è occupata anche Amnesty International.